# Dies irae

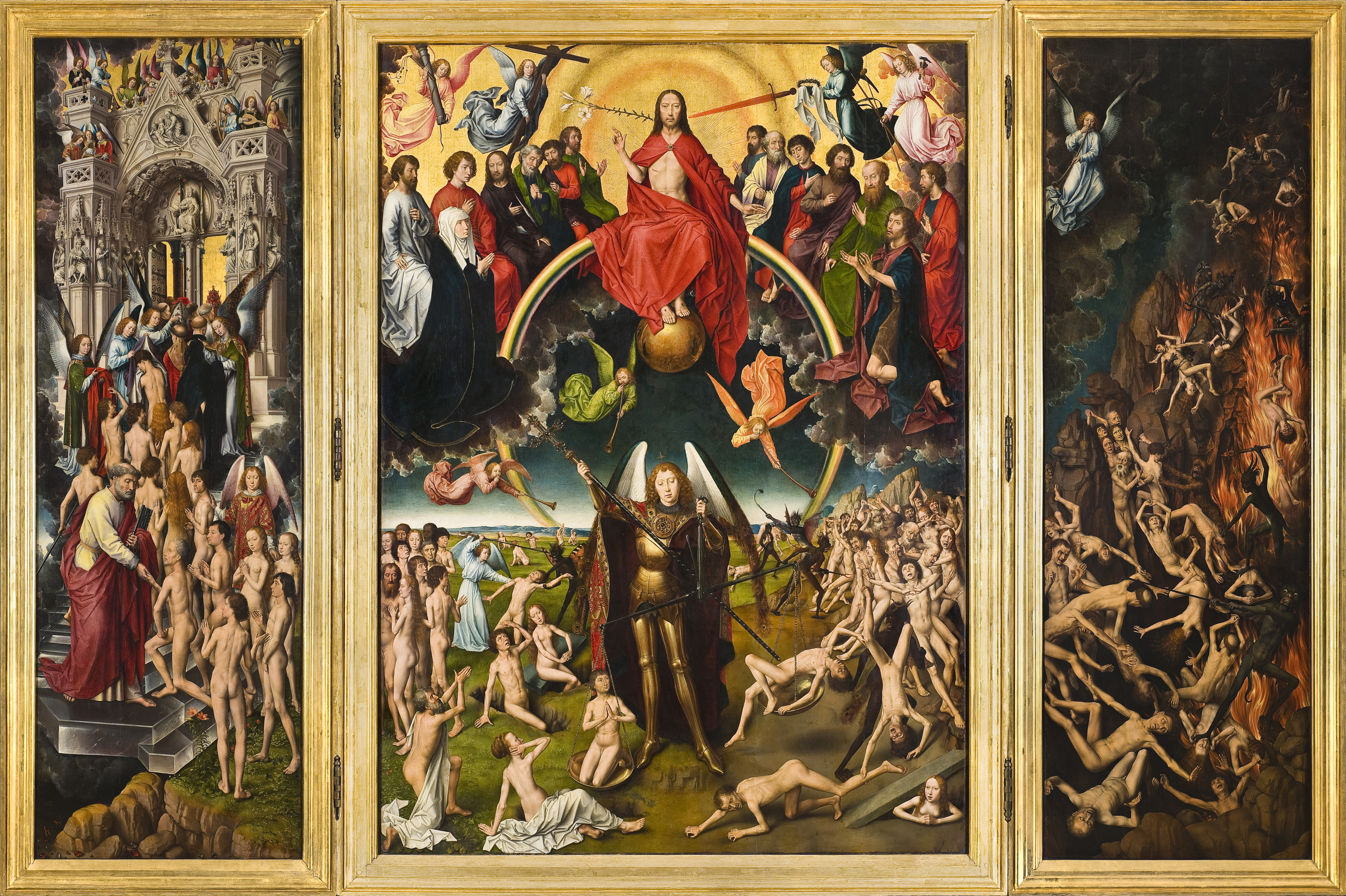
Poslední soud (Memling), 1470

Dies irae (latinsky „Den hněvu“) je slavný latinský hymnus ze třináctého století, jeho autorem byl italský františkán Tommaso da Celano (asi 1200 – asi 1260). Soudí se, že jde o nejlepší báseň[zdroj?] napsanou ve středověké latině (středověká latina se liší od klasické latiny). Báseň je psaná v rýmovaných verších sylabotónickým trochejským veršem o čtyřech stopách (oproti klasickému časoměrnému verši většiny latinské literatury). Báseň popisuje den posledního soudu, troubení, které svolává duše před Boží trůn, kde budou spaseny nebo uvrženy do věčného ohně. Až do revize římskokatolického misálu v roce 1970 byla užívána jako sekvence při římskokatolickém rekviem.

## Liturgie
Jedná se o velmi významnou a známou část liturgie, která se však již v zádušní liturgii zreformované za pontifikátu Pavla VI. nevyskytuje. Dnes je tak sloužena již jen při tradiční latinské liturgii (forma extraordinaria), kde se vyskytuje jako sekvence o Památce všech věrných zemřelých 2. listopadu a při mších za zemřelé. Tvůrce liturgických reforem, arcibiskup Annibale Bugnini, k tomu řekl:
| „ | Byly vyloučeny texty, které působí dojmem negativní spirituality, zděděné po středověku. Tak byly vyškrtnuty i texty tak známé a krásné, jako je Libera me, Domine a Dies Iræ a jiné texty, které příliš zdůrazňují obrazy posledního soudu, strachu a zoufalství. Byly nahrazeny texty, evokujícími křesťanskou naději a dávající silnější víru ve zmrtvýchvstání. | “ |

Dies irae je standardní součástí hudební zádušní mše (rekviem). Autory nejznámějších děl tohoto typu jsou Antonín Dvořák, Giuseppe Verdi, Hector Berlioz a Wolfgang Amadeus Mozart. Dies irae bývá také zhudebňováno samostatně (jako hymnus, nikoli v rámci mše), např. Jean-Baptiste Lully. Ferenc Liszt také zkomponoval parafrázi na Dies irae s názvem Totentanz.
Dies irae se může recitovat jako volitelný hymnus při modlitbě breviáře během posledního týdne liturgického roku, v latinském originálu i mnohých překladech je rozdělen mezi modlitbu se čtením, ranní chvály a nešpory (v češtině je toto zachováno pouze v dominikánském překladu breviáře, v běžném překladu je použit pro modlitbu během dne). V breviáři je jako připomínka lidské pomíjivosti a jako příprava na kající dobu adventní, která začíná následující týden a zahajuje tak církevní rok.

## Inspirace
Hymnus je zjevně inspirován textem Vulgáty z knihy Sofonjáš, 1:15, 16. Text zní:
Dies iræ, dies illa, dies tribulationis et angustiæ, dies calamitatis et miseriæ, dies tenebrarum et caliginis, dies nebulæ et turbinis, dies tubæ et clangoris super civitates munitas et super angulos excelsos.
Onen den bude dnem prchlivosti, dnem soužení a tísně, dnem ničení a zkázy, dnem tmy a temnot, dnem oblaku a mrákoty, dnem polnice a válečného ryku nad opevněnými městy, nad vyvýšenými cimbuřími. (Český ekumenický překlad)
Další obrazy či některé verše inspirovány jinými biblickými pasážemi, naopak hymnem je inspirována řada jiných textů, mnoho textů obsahuje narážky či citace z tohoto textu (například hra Johanna Wolfganga Goetha Faust, román Zikmunda Wintra Mistr Kampanus a další).

## Text
| Latinský originál | Česky dle Schallerova misálu |
| --- | --- |
| 1 Dies iræ! dies illa Solvet sæclum in favilla: Teste David cum Sibylla! 2 Quantus tremor est futurus, Quando iudex est venturus, Cuncta stricte discussurus! 3 Tuba, mirum spargens sonum Per sepulchra regionum, Coget omnes ante thronum. 4 Mors stupebit, et natura, Cum resurget creatura, Iudicanti responsura. 5 Liber scriptus proferetur, In quo totum continetur, Unde mundus iudicetur. 6 Iudex ergo cum sedebit, Quidquid latet, apparebit: Nil inultum remanebit. 7 Quid sum miser tunc dicturus? Quem patronum rogaturus, Cum vix iustus sit securus? 8 Rex tremendæ maiestatis, Qui salvandos salvas gratis, Salva me, fons pietatis. 9 Recordare, Iesu pie, Quod sum causa tuæ viæ: Ne me perdas illa die. 10 Quærens me, sedisti lassus: Redemisti Crucem passus: Tantus labor non sit cassus. 11 Iuste iudex ultionis, Donum fac remissionis Ante diem rationis. 12 Ingemisco, tamquam reus: Culpa rubet vultus meus: Supplicanti parce, Deus. 13 Qui Mariam absolvisti, Et latronem exaudisti, Mihi quoque spem dedisti. 14 Preces meæ non sunt dignæ: Sed tu bonus fac benigne, Ne perenni cremer igne. 15 Inter oves locum præsta, Et ab hædis me sequestra, Statuens in parte dextra. 16 Confutatis maledictis, Flammis acribus addictis: Voca me cum benedictis. 17 Oro supplex et acclinis, Cor contritum quasi cinis: Gere curam mei finis. 18 Lacrimosa dies illa, qua resurget ex favilla iudicandus homo reus. 19 Huic ergo parce, Deus: Pie Jesu Domine, dona eis requiem. Amen. | 1 „Onen den, den hněvu lkavý zruší čas, dým vzejde tmavý,“ David, Sibylla tak praví. 2 Strašné chvění, bázeň hrozná, až se tvorstvo Soudci přizná, jenž hned řeší vše a pozná. 3 Zní hlas trouby divně duně, volá spáče v hrobu lůně, Pán kde sedí na svém trůně. 4 Smrt a příroda tu trnou, když se těla z hrobu hrnou k Soudci, každý s hříšnou skvrnou. 5 Přinesena psaná kniha, je v ní všecka hříchů tíha, z ní pak Soudce viny stíhá. 6 Soudce zasedat až bude, zjeví se, co skryto všude. Bez pomsty zda něco zbude? 7 Co mám, běda, promluviti? Obhájcem kdo má mi býti, když i dobrý hrůzu cítí? 8 Hrůzné Velebnosti Králi! Spasiž, kdož si spásy přáli. Spas mne, Lásky zdroji stálý! 9 Vzpomeň si, ó, Jesu milý, žes šel pro mne k svému cíli. Nezatrať mne v oné chvíli! 10 Klesl’s, hledaje mne, znaven. Pro mne byl kůl Kříže vstaven. Nebuď čin ten plodů zbaven! 11 Soudce pomsty spravedlivé, dej dar odpuštění dříve, nežli sečteš viny křivé! 12 Sténám pod vinami svými, líce hříchy růmění mi. Slituj se nad vzdechy mými! 13 Marii’s dal rozhřešení, lotr hříšníkem již není, já též čekám vykoupení. 14 Nehodně tě prosím, Pane, dobrotou však tvou se stane: kol mne oheň nezaplane. 15 Rač mne mezi ovce vzíti, od kozlů mne odděliti, dej mi po pravici dlíti! 16 Až se zachvějí kdys klatí, že je ostrý plamen schvátí, rač mne k sobě povolati! 17 Duše prosí, lká, se rmoutí, v popel mé se srdce hroutí, rač smrt dobrou poskytnouti! 18 Slzavým dnem bude, Pane, o němž viník k Soudu vstane z hrobového svého lože! 19 Tohoto pak šetři, Bože! Milý Pane Ježíši, dej jim odpočinutí! Amen. |